# Violanta Štaufská
Violanta Štaufská (italsky Violante di Svevia, 1233? - po 1264?) byla sicilská princezna a hraběnka z Caserty.  

## Život
Narodila se ze vztahu císaře Fridricha II. a Blanky, šlechtičny z piemontského rodu Lanciů. Původně milenecký vztah rodičů byl legitimizován na matčině smrtelné posteli a Violantě se stejně jako jejím sourozencům Manfrédovi a Konstancii dostalo stejné úrovně, jako by pocházeli z manželství. Byla provdána za Richarda Sanseverina, hraběte z Caserty, císařova věrného. Svatba se konala v Castel del Monte v roce 1246. 
Zemřela při porodu ještě před bitvou u Beneventa a zániku štaufského rodu se tak nedožila.